# Youlie Yamamoto
 (janvier 2025).
Youlie Yamamoto est une militante et activiste féministe française, porte parole d'Attac et cofondatrice du collectif des Rosies.
En 2019, Youlie Yamamoto a eu l'idée de la fondation du collectif des Rosies lors du débat sur la réforme des retraites. Elle raconte dans un article que "l'électrochoc, ça a été les propos d'Édouard Philippe expliquant que les femmes seraient les grandes gagnantes de la retraite à points". À partir d'une expression utilisée par Aurélie Trouvé, alors porte parole d'Attac, Youlie Yamamoto modifie les paroles de la chanson À cause des garçons qui devient À cause de Macron  puis invente une chorégraphie. Le costume créé avec des bleus de travail, des gants de ménage et un foulard à pois, est un hommage à la figure de Rosie la riveteuse, icône de la culture populaire américaine. Youlie Yamamoto se filme en train de chanter et d'exécuter la chorégraphie et poste ce tutoriel vidéo sur les réseaux sociaux. Le succès est très rapide, et de nombreuses autres vidéos seront crées,. Une des reprises parodiques est Women on fire sur l'air de Freed from Desire de Gala. Des collectifs Rosies se créent spontanément dans plusieurs villes de France et de nombreuses femmes politiques et personnalités ont participé à des marches des Rosies pendant les mouvements sociaux, comme Manon Aubry devant le Parlement Européen.
Sa mère, française, vient d'un milieu très modeste et son père, japonais, a immigré en France où il a subi du racisme.
Après ses études, elle a déménagé à Montreuil où elle est devenue militante pour Attac. Elle s'est beaucoup impliquée lors du mouvement Nuit Debout en 2016, de la Fête à Macron et de la Marée Populaire en 2018 puis lors du mouvement des Gilets Jaunes pendant l'hiver 2028-2019.
Le 7 février 2023, elle est placée durant 5 heures en garde à vue au commissariat du 5e arrondissement de Paris pour avoir organisé une manifestation symbolique devant l'Assemblée nationale avec le collectif des Rosies,.
En 2024, avec Lou Chesné (qui est, elle aussi, une des porte parole d'Attac) elle publie le Manifeste des Rosies aux éditions Les Liens qui Libèrent.
Elle est actuellement porte parole d'Attac.